# Нововасильєвка (Тюльганський район)
Нововаси́льєвка (рос. Нововасильевка) — село у складі Тюльганського району Оренбурзької області, Росія.

## Населення
Населення — 554 особи (2010; 634 у 2002).
Національний склад (станом на 2002 рік):
- росіяни — 70 %